# Barberino Val d'Elsa
Barberino Val d'Elsa là một đô thị ở tỉnh Firenze trong vùng Toscana, tọa lạc khoảng 30 km về phía nam của Florence. Tại thời điểm ngày 31 tháng 12 năm 2004, đô thị này có dân số 4.099 người và diện tích là 65,8 km².
Barberino Val d'Elsa giáp các đô thị sau: Castellina in Chianti, Certaldo, Montespertoli, Poggibonsi, San Gimignano, Tavarnelle Val di Pesa.